# Lincoln, the Lover
Lincoln, the Lover è un cortometraggio del 1914 diretto ed interpretato da Ralph Ince. La sceneggiatura di Catherine Van Dyke si basa sul racconto He Knew Lincoln di Ida Tarbell.

## Produzione
Il film fu prodotto dalla Vitagraph Company of America.

## Distribuzione
Distribuito dalla General Film Company, il film - un cortometraggio di circa 10 minuti - uscì nelle sale statunitensi il 5 febbraio 1914.
Copia della pellicola si trova conservata negli archivi del George Eastman Museum.